# Los Angeles Clippers 1987-1988
La stagione 1987-88 dei Los Angeles Clippers fu la 18ª nella NBA per la franchigia.
I Los Angeles Clippers arrivarono sesti nella Pacific Division della Western Conference con un record di 17-65, non qualificandosi per i play-off.

## Roster
| N° | Naz.                   | Ruolo | Sportivo          | Anno | Alt. | Peso |
| -- | ---------------------- | ----- | ----------------- | ---- | ---- | ---- |
| 00 | Stati Uniti (bandiera) | C     | Benoit Benjamin   | 1964 | 213  | 113  |
| 1  | Stati Uniti (bandiera) | G     | Darnell Valentine | 1959 | 185  | 83   |
| 2  | Stati Uniti (bandiera) | GA    | Larry Drew        | 1958 | 185  | 77   |
| 4  | Stati Uniti (bandiera) | G     | Lancaster Gordon  | 1962 | 191  | 84   |
| 12 | Stati Uniti (bandiera) | A     | Eric White        | 1965 | 203  | 91   |
| 14 | Stati Uniti (bandiera) | G     | Michael Phelps    | 1961 | 193  | 82   |
| 15 | Stati Uniti (bandiera) | G     | Steve Burtt       | 1962 | 188  | 84   |
| 20 | Stati Uniti (bandiera) | G     | Quintin Dailey    | 1961 | 191  | 82   |
| 24 | Stati Uniti (bandiera) | AC    | Joe Wolf          | 1964 | 211  | 104  |
| 25 | Stati Uniti (bandiera) | AC    | Earl Cureton      | 1957 | 206  | 95   |
| 32 | Stati Uniti (bandiera) | C     | Greg Kite         | 1961 | 211  | 113  |
| 33 | Stati Uniti (bandiera) | A     | Ken Norman        | 1964 | 203  | 98   |
| 34 | Stati Uniti (bandiera) | GA    | Reggie Williams   | 1964 | 201  | 86   |
| 42 | Stati Uniti (bandiera) | GA    | Mike Woodson      | 1958 | 196  | 88   |
| 43 | Stati Uniti (bandiera) | A     | Claude Gregory    | 1958 | 203  | 93   |
| 44 | Stati Uniti (bandiera) | AC    | Michael Cage      | 1962 | 206  | 102  |
| 45 | Stati Uniti (bandiera) | A     | Norris Coleman    | 1961 | 203  | 95   |
| 46 | Stati Uniti (bandiera) | AC    | Tod Murphy        | 1963 | 206  | 100  |
| 51 | Stati Uniti (bandiera) | C     | Martin Nessley    | 1965 | 218  | 118  |
| 54 | Stati Uniti (bandiera) | GA    | Kenny Fields      | 1962 | 196  | 100  |

## Staff tecnico
- Allenatore: Gene Shue
- Vice-allenatore: Don Casey
- Preparatore atletico: Bernie LaReau